# Kościół Wniebowzięcia Najświętszej Maryi Panny w Reptowie
Kościół Wniebowzięcia Najświętszej Maryi Panny w Reptowie – katolicki kościół parafialny zlokalizowany we wsi Reptowo w gminie Kobylanka, w powiecie stargardzkim (województwo zachodniopomorskie).

## Historia i architektura
Murowany z cegły kościół wzniesiony został w 1929 roku. Sytuowany jest na planie prostokąta, z trójbocznie zamkniętym prezbiterium. W elewacji północnej umieszczony jest zadaszony portal wejściowy, o prostokątnym kształcie. W ścianach bocznych znajdują się podłużne okna, zamknięte łukiem odcinkowym. W zachodnią część poszycia dachowego wpuszczona jest czworoboczna wieża, zwieńczona pseudobarokowym hełmem krytym łupkiem. Wnętrze kościoła nakryte jest drewnianym, belkowanym stropem. Nad wejściem znajduje się wsparta na filarach pseudobarokowa empora chórowa.
Po II wojnie światowej został konsekrowany jako świątynia katolicka w dniu 1 września 1945 roku przez ks. Franciszka Wyplera SDB. Od 2012 roku jest kościołem parafialnym.